# Spinidelphacella hargreavesi
Spinidelphacella hargreavesi är en insektsart som först beskrevs av Frederick Arthur Godfrey Muir 1929.  Spinidelphacella hargreavesi ingår i släktet Spinidelphacella och familjen sporrstritar. Inga underarter finns listade i Catalogue of Life.